# 웹킷
웹킷(영어: WebKit)은 웹 브라우저를 만드는 데 기반을 제공하는 오픈 소스 응용 프로그램 프레임워크이다. 원래는 Mac OS 10의 사파리 웹 브라우저 엔진으로 사용하기 위해 컨커러 브라우저의 KHTML 소프트웨어 라이브러리에서 가져온 것이었으나 지금은 옴니웹, 시이라, 아로라, 미도리, 유즈블, iCab, 어도비 통합 런타임, 휴대 전화(아이폰 포함), 노키아의 Series 60 브라우저, 구글의 안드로이드 플랫폼에 사용되고 있다.
한편 웹킷은 트롤테크(Trolltech)의 Qt 4.4에 기본 포함되어 있지만 KDE 프레임워크에 기반을 두는 KDE 프로젝트는 머지 않아 KHTML의 초기 버전을 사용할 것임을 밝혔다.
Acid2 테스트를 통과하였으며 2008년 3월에는 웹킷 최신버전이 Acid3 테스트에서 100점 만점을 받았다.

## 기원
웹킷이 될 코드는 1998년 KDE HTML(KHTML) 레이아웃 엔진과 KDE 자바스크립트(KJS) 엔진에서 시작되었다. 웹킷 프로젝트는 2001년 6월 25일 KHTML과 KJS의 포크로서 Don Melton에 의해 애플 내에서 시작되었다.

## 구성 요소
- 웹 코어(WebCore): HTML, SVG를 위한 레이아웃, 랜더링, DOM 라이브러리로 초기에는 애플사가, 지금은 웹킷 프로젝트가 개발하고 있다. LGPL 하에서 라이선스되고 있다.
- 자바스크립트코어(JavaScriptCore): 웹킷 기능을 위한 자바스크립트 코드를 제공하며 맥 오에스 텐 안의 다른 환경에서 이러한 종류의 스크립팅을 제공한다.[6][7]
- 드로세라(Drosera): 웹킷 순수 빌드에 포함되어 있는 자바스크립트 디버거이다.[7][8]

## 참조
1. ↑  “WebKit Nightly Builds”. 《WebKit.org》. April  3, 2016에 원본 문서에서 보존된 문서. May 27, 2014에 확인함.
2. ↑  “Qt Labs Blogs » Qt 4.4.0 Technical Preview released”. 2008년 4월 24일에 원본 문서에서 보존된 문서. 2008년 7월 25일에 확인함.
3. ↑  FrogBlog » Blog Archive » The KHTML Future FAQ
4. ↑  “Surfin’ Safari - Blog Archive » WebKit achieves Acid3 100/100 in public build”. 2021년 8월 29일에 원본 문서에서 보존된 문서. 2008년 7월 25일에 확인함.
5. ↑  Melton, Don (2011년 8월 25일). “Attention Internets! WebKit is not 10 years old today. That happened on June 25. I know the date because that's when I started the project.”. 《Twitter》. 2011년 10월 13일에 확인함.
6. ↑  “The WebKit Open Source Project - JavaScript”. 2015년 9월 1일에 원본 문서에서 보존된 문서. 2008년 7월 25일에 확인함.
7. 1 2  “[KDE-Darwin] JavaScriptCore, Apple's JavaScript framework based on KJS”. 2007년 3월 10일에 원본 문서에서 보존된 문서. 2007년 3월 10일에 확인함.
8. ↑  “Surfin’ Safari - Blog Archive » Introducing Drosera”. 2007년 10월 28일에 원본 문서에서 보존된 문서. 2008년 7월 25일에 확인함.

## 같이 보기
- 블링크
- 게코
- 크롬 V8